# Casa Sanahuja (l'Hospitalet de Llobregat)
La Casa Sanahuja és un edifici d'habitatges que es troba a la cantonada dels carrers de Vallparda i Mas, al barri de la Torrassa de l'Hospitalet de Llobregat.

## Història i descripció
Va ser projectat el 1932 per l'arquitecte Ramon Puig i Gairalt, un exemple de la plàstica racionalista a la seva darrera etapa de la seva trajectòria. 
Es tracta d'una casa de veïns amb una alçada de baixos més pisos, amb dos habitatges per replà. El nucli d'escala es troba al centre de la parcel·la, sense celoberts, ja que la seva disposició permet que totes les estances donin directament al carrer i puguin ventilar per garantir la salubritat. La façana en xamfrà presenta balconades asimètriques d'ampit massís que connecten amb la tribuna a banda i banda, i unes estretes finestres rectangulars, amb una modulació repetitiva, amb un disseny de fusteria que subdivideix el vidre en quatre peces rectangulars però apaïsades. L'edifici està coronat amb un mirador en forma de pòrtic i protegit per una barana metàl·lica.